# Mubi Sud
Mubi Sud, (en Yoruba Agbègbè Ìjọba Ìbílẹ̀ Gúúsù Mubi), est une zone de gouvernement local dans l'État d'Adamawa au Nigeria.

## Source
- (en) Cet article est partiellement ou en totalité issu de l’article de Wikipédia en anglais intitulé « Mubi South » (voir la liste des auteurs).